# Lisiwka (obwód doniecki)
Lisiwka (ukr. Лісівка) – wieś na Ukrainie, w obwodzie donieckim, w rejonie pokrowskim, w hromadzie Nowohrodiwka. W 2001 liczyła 308 mieszkańców.